# Pyrausta shirazalis
Pyrausta shirazalis là một loài bướm đêm trong họ Crambidae.